# Toshio Shoji
Toshio Shoji (n. 25 august 1940, Prefectura Chiba, Japonia – d. 28 aprilie 2023) a fost un înotător ce a reprezentat Japonia, medaliat olimpic. A participat la o ediție a Jocurilor Olimpice (1964) în care a câștigat o medalie de bronz.

## Participări
Lista de mai jos prezintă principalele competiții la care a participat Toshio Shoji de-a lungul carierei.
- swimming at the 1964 Summer Olympics – men's 4 × 200 metre freestyle relay[*]